# High Tension Wires
High Tension Wires è il primo album in studio del chitarrista statunitense Steve Morse, pubblicato nel 1989 dalla MCA Records.
L'album ha raggiunto la centottantaduesimo posizione tra i più venduti negli Stati Uniti della Billboard 200. 

## Tracce
1. Ghostwind – 3:12
2. The Road Home – 4:47
3. Country Colors – 3:47
4. Highland Wedding – 3:21
5. Third Power – 4:16
6. Looking Back – 3:59
7. Leprechaun Promenade – 6:24
8. Tumeni Notes – 4:40
9. Endless Waves – 3:46
10. Modoc – 2:20

## Formazione
- Steve Morse – chitarra e sintetizzatore
- Jerry Peek – basso elettrico
- Rod Morgenstein – batteria